# Robert Crais
Œuvres principales
- Série d'Elvis Cole et Joe Pike

Robert Crais, né le 20 juin 1953 à Independence (Louisiane), est un écrivain américain de romans policiers.

## Biographie
Il fait ses études supérieures en génie à l'Université d'État de Louisiane, tout en poursuivant le rêve de devenir écrivain.  Il publie quelques nouvelles dans des magazines et réalise des courts métrages amateurs.
Il vit en Louisiane jusqu'en 1976, année pendant laquelle il s'installe à Hollywood où il participe à l'écriture de séries télévisées, comme Baretta, Quincy, Cagney et Lacey, Miami Vice, La Cinquième Dimension ou Hill Street Blues, jusqu'au milieu des années 1980. Il délaisse ensuite cette activité soutenue au profit de l'écriture de romans policiers, mais rédige encore des scénarios de téléfilms. À partir de la décennie suivante, il donne quelques rares scénarios pour la télévision, notamment pour La Loi de Los Angeles, et se consacre presque entièrement à l'écriture littéraire. 
Son tout premier roman, Trauma, paraît en 1984, mais c'est avec le suivant, Prends garde au toréador (1987), qu'il atteint la notoriété. Cet opus et la plupart des publications de Robert Crais mettent en scène le duo de détectives privés Elvis Cole et Joe Pike. Carol Starkey, une policière amoureuse de Cole, fait quelques apparitions dans cette série et est aussi l'héroïne d'Un ange sans pitié (2000).
Un des livres de Crais, Otages de la peur, a été adapté au cinéma sous le titre Otage en 2005 par Florent Siri, avec Bruce Willis dans le rôle principal.

## Œuvre

### Romans

#### SérieElvis Cole/Joe Pike
| Année | Titre original        | Titre en français        | Traducteur        | Éditions                                          |
| ----- | --------------------- | ------------------------ | ----------------- | ------------------------------------------------- |
| 1987  | The Monkey’s Raincoat | Prends garde au toréador | Paul Kinnet       | Gallimard (Série noire) no 2159, novembre 1988    |
| 1989  | Stalking the Angel    | L'Ange traqué            | Françoise Brodsky | Seuil, septembre 1995 ; (Point), avril 1997       |
| 1992  | Lullaby Town          | Casting pour l'enfer     | Françoise Brodsky | Seuil, mai 1996 ; (Point), février 1998           |
| 1993  | Free Fall             |                          |                   |                                                   |
| 1995  | Voodoo River          | Meurtre à la sauce cajun | Ropert Pépin      | Belfond, Mai 2013                                 |
| 1996  | Sunset Express        |                          |                   |                                                   |
| 1997  | Indigo Slam           | Indigo Blues             | Hubert Tézenas    | Belfond, avril 2002 ; Pocket, décembre 2006       |
| 1999  | L.A. Requiem          | L.A. requiem             | Hubert Tézenas    | Belfond, février 2001 ; Pocket, mai 2004          |
| 2003  | The Last Detective    | Le Dernier Détective     | Hubert Tézenas    | Belfond, 2004 ; Pocket février 2007               |
| 2005  | The Forgotten Man     | L'Homme sans passé       | Hubert Tézenas    | Belfond, janvier 2006 ; Pocket, avril 2007        |
| 2007  | The Watchman          | Mortelle Protection      | Hubert Tézenas    | Belfond, avril 2008 ; Pocket, octobre 2009        |
| 2008  | Chasing Darkness      | À l’ombre du mal         | Hubert Tézenas    | Belfond, octobre 2009 ; Pocket février 2011       |
| 2010  | The First Rule        | Règle numéro un          | Hubert Tézenas    | Belfond, janvier 2011 ; Pocket février 2012       |
| 2011  | The Sentry            | La Sentinelle de l’ombre | Hubert Tézenas    | Belfond, janvier 2012 ; Pocket 2013               |
| 2012  | Taken                 | Coyotes                  | Hubert Tézenas    | Belfond, octobre 2013 ; Pocket, octobre 2014      |
| 2014  | The Promise           | La Promesse              | Yannick Brolles   | Talent, octobre 2023 : Talent poche, octobre 2024 |
| 2017  | The Wanted            | Mis à prix               | Yannick Brolles   | Talent, octobre 2024                              |
| 2019  | A Dangerous Man       |                          |                   |                                                   |
| 2022  | Racing the Light      |                          |                   |                                                   |

#### Autres romans
| Année | Titre original      | Titre en français   | Traducteur           | Éditions                           |
| ----- | ------------------- | ------------------- | -------------------- | ---------------------------------- |
| 1984  | Trauma              |                     |                      |                                    |
| 2000  | Demolition Angel    | Un ange sans pitié  | Jacques-André Trine  | Belfond, 2002 ; Pocket, mai 2004   |
| 2001  | Hostage             | Otages de la peur   | Hubert Tézenas       | Belfond 2003 ; Pocket, juin 2005   |
| 2006  | The Two Minute Rule | Deux minutes chrono | Hubert Tézenas       | Belfond, 2007 ; Pocket, avril 2008 |
| 2013  | Suspect             | Suspect             | Anne-Sylvie Homassel | Belfond, 2014 ; Pocket, mars 2015  |

## Prix et nominations

### Prix
- Prix Anthony 1987 du meilleur livre de poche original pour The Monkey’s Raincoat[2]
- Prix Macavity 1988 du meilleur premier roman pour The Monkey’s Raincoat[3]
- Grand Master Award 2014[4]
- Prix Shamus 1997 du meilleur roman pour Sunset Express[5]
- Prix Dilys 2000 pour L.A. Requiem[6]
- Prix Barry 2008 du meilleur thriller pour The Watchman[7]
- Prix Shamus 2013 du meilleur roman pour Taken[5]
- Prix Barry 2020 du meilleur roman de la décennie pour Suspect[7]

### Nominations
- Prix Edgar-Allan-Poe 1988 du meilleur livre de poche original pour he Monkey’s Raincoat[4]
- Prix Shamus 1988 du meilleur livre de poche original pour he Monkey’s Raincoat[5]
- Prix Anthony 1993 du meilleur roman pour Lullaby Town[2]
- Prix Shamus 1993 du meilleur roman pour Lullaby Town[5]
- Prix Edgar-Allan-Poe 1994 du meilleur roman pour Free Fall[4]
- Prix Dilys 1996 pour Voodoo River[6]
- Prix Shamus 1998 du meilleur roman pour Indigo Slam[5]
- Prix Hammett 1999 pour L.A. Requiem[8]
- Prix Edgar-Allan-Poe 2000 du meilleur roman pour L.A. Requiem[4]
- Prix Antony 2000 du meilleur roman pour L.A. Requiem[2]
- Prix Barry 2000 du meilleur roman pour L.A. Requiem[7]
- Prix Macavity 2000 du meilleur roman pour L.A. Requiem[2]
- Prix Shamus 2000 du meilleur roman pour L.A. Requiem[5]
- Prix Dilys 2001 pour Demolition Angel[6]
- Prix Mary-Higgins-Clark 2001 pour Demolition Angel[4]
- Prix Steel Dagger 2002 pour Hostage[9]
- Prix Shamus 2006 du meilleur roman pour The Forgotten Man[5]
- Prix Antony 2008 du meilleur roman pour The Watchman[2]
- Prix Thriller 2008 du meilleur roman pour The Watchman[10]
- Prix Shamus 2011 du meilleur roman pour The First Rule[5]
- Prix Lefty 2013 pour Taken[11]
- Prix Antony 2014 du meilleur roman pour Suspect[2]
- Prix Barry 2014 du meilleur roman pour Suspect[7]
- Prix Lefty 2016 du meilleur roman régional pour The Promise[11]
- Prix Shamus 2016 du meilleur roman pour The Promise[5]

## Sources
- Claude Mesplède (dir.), Dictionnaire des littératures policières, vol. 1 : A - I, Nantes, Joseph K, coll. « Temps noir », 2007, 1054 p. (ISBN 978-2-910-68644-4, OCLC 315873251), p. 490-491.